# Liste der denkmalgeschützten Objekte in Ramsau im Zillertal
Die Liste der denkmalgeschützten Objekte in Ramsau im Zillertal enthält das einzige denkmalgeschützte, unbewegliche Objekt der Gemeinde Tiroler Ramsau im Zillertal.

## Denkmäler
| Foto |                 | Denkmal                                                                               | Standort                               | Beschreibung | Metadaten |
| ---- | --------------- | ------------------------------------------------------------------------------------- | -------------------------------------- | --- | --- |
| ja   | Datei hochladen | Kath. Filialkirche Maria sieben Schmerzen HERIS-ID: 55814 Objekt-ID: 64671 TKK: 22466 | neben Ramsau 299 Standort KG: Ramsberg | Die spätklassizistische Kirche wurde von 1841 bis 1843 erbaut. Der Saalbau mit rechteckigem Langhaus und halbrundem Chorschluss hat ein steiles, mit Schindeln gedecktes Satteldach und darauf einen Dachreiter. Die Gliederung der Fassade erfolgt durch Putzfaschen, Eckquaderung und Gesimsbänder. An der Eingangsfassade ein Rundbogenportal, darüber liegende Figurennische mit einer Statuette der Pietà. Innen hat die Kirche ein Tonnengewölbe auf kräftigen Pilastern. | BDA-Hist.: Q38068020 Status: § 2a Stand der BDA-Liste: 2025-06-30 Name: Kath. Filialkirche Maria sieben Schmerzen GstNr.: .456 Filialkirche Maria Sieben Schmerzen, Ramsau |